# Vlajka
Vlajka (pol. Flaga) – skrajnie prawicowa czeska organizacja narodowo-socjalistyczna działająca w latach 1930–1942. Do 1939 stanowiła klub o programie narodowo-korporacyjnym; w Protektoracie Czech i Moraw uległa gruntownej przebudowie personalnej i ideowej, stając się pronazistowską organizacją kolaborancką.
Początki Vlajki sięgają drugiej połowy lat dwudziestych, kiedy to w Pradze, w kręgu studentów zorientowanych narodowo i antyniemiecko, zaczęło się ukazywać czasopismo „Vlajka”. Ideowym przywódcą tego środowiska był były rektor Uniwersytet Karola senator František Mareš. W 1930 powstał klub polityczny Vlajka, który pod koniec lat 30. przekształcił się w radykalną organizację faszystowską. Po układzie monachijskim, Vlajka została zdelegalizowana (11 listopada 1938) i przeszła do działalności konspiracyjnej. W okresie II Republiki (1938–1939) atakowała rząd Rudolfa Berana m.in. z pozycji antysemickich.
Po likwidacji Czechosłowacji w marcu 1939 wielu dawnych działaczy Vlajki zaangażowało się w ruchu oporu. Pronazistowski, kolaborancki rozdział dziejów Vlajki rozpoczął się w październiku 1939, gdy powstał Czeski Obóz Narodowo-Społeczny „Vlajka”, na czele którego stanął Jan Rys-Rozsévač, krytyczny wobec władz Protektoratu Czech i Moraw, rywalizujący o względy Niemców (m.in. współpracował z Gestapo w zwalczaniu ruchu oporu). Okupant wykorzystywał Vlajkę do wywierania nacisku na rząd Protektoratu.
Ostatecznie Niemcy postawili na grupę kolaborantów skupioną wokół ministra oświaty Emanuela Moravca. Pod koniec 1942 Vlajkę zdelegalizowano, a członków kierownictwa zesłano do obozu koncentracyjnego w Dachau (byli oni tam specjalnie traktowani jako „więźniowie honorowi”). Po wojnie czołowych działaczy (J. Rys-Rozsévač, Josef Burda, Jaroslav Čermák i Otakar Polívka) skazano na śmierć i stracono.